# Saussurea simpsoniana
Saussurea simpsoniana là một loài thực vật có hoa trong họ Cúc. Loài này được (Fielding & Gardner) Lipsch. miêu tả khoa học đầu tiên năm 1964.